# Belfast Telegraph
Le Belfast Telegram est journal d'Irlande du nord créé en 1870 et détenu par Independent News & Media. Reflétant sa tradition unioniste, le journal a été historiquement "favorisé par la population protestante", tout en étant lu au sein des communautés nationalistes catholiques d'Irlande du Nord,,.